# 선천갑상샘저하증
선천갑상샘저하증(Congenital hypothyroidism) 또는 크레틴병(Cretinism)은 유전자나 발육 이상이나, 출생시의 아이오딘 결핍에 의해 생기는 선천성의 갑상샘저하증이다. 저개발 국가의 내륙 지역에서는 선천아이오딘결핍증후군이 가장 큰 유형이다.